# Mebusmühle
Die Mebusmühle ist ein Wohnplatz an einer ehemaligen Wassermühle am Eschbach an der Grenze zwischen Remscheid und Wermelskirchen. Sie liegt direkt nördlich der Raststätte Remscheid an der Bundesautobahn 1.

## Geschichte
Die Mebusmühle erscheint urkundlich unter diesem Namen erstmals in der Wermelskirchener Kirchenrechnung im Jahre 1528. Als Besitzer war damals ein Herr(?) Up der Mylen Mevus eingetragen. Mevus ist gleichzusetzen mit Bartholomäus, danach könnte man die Mevusmühle auch als Bartholomäusmühle bezeichnen. Man kann vermuten, dass die Mebusmühle oder eine andere dortige Mühle noch älter ist. 1621 war die Mebusmühle zuerst eine Getreide- dann eine Walkmühle, in der damaligen Ausdrucksweise nannte man sie Mevesmülle. 1613 gab es einen Prozess um Erbschaftsangelegenheiten, der vor dem Reichskammergericht Wetzlar geführt wurde.

## Besitzverhältnisse und Ereignisse
- Vor 1709 scheint die Mebusmühle in den Besitz von Johann Scheurmann/Schürer übergegangen zu sein. Aus dem Jahr 1709 ist ein Erbpachtbrief erhalten, durch den es Johann Scheurmann, dessen Hausfrau und Erben gestattet wurde, gegen eine feste jährliche Erbpacht eine bei der Mebusmühle gelegene, zur Kellnerei Burg gehörige Wiese zur Anlage eines weiteren Mühlenteichs zu nutzen. 1711 wurden Johan Schürer und dessen Hausfrau Engelen in der Mebusmühle in einem Vertrag als Käufer der bis dahin den Erben Peiffer/Pieper gehörigen Gerstauer Mühle bei Remscheid genannt. 1738 Teilung der Güter zur Mebusmühle zwischen Johann Christian Schürer und Johannes Schingen aus Töckelhausen und dessen Ehefrau Maria Gertrudis Schürer.
- 1747 existierten lt. Lagerbuch der Oberhonschaft Wermelskirchen folgende Erbgüter an der Mebusmühle: 1. Johann Schingen Erbgut, nunmehr Johan Arnold Schingen; 2. Peter Johann Landkämper, nunmehr Hermannus Gierhardt; 3. Johan Christ Schürer Erbgut, Johannes Schingen (vermutlich als Vormund von dessen Tochter), nunmehr Arnold Schingen, geht 1778 ab an Johann Peter Dorpmüller.
- Die 1770 erfolgte Heirat zwischen Johann Arnold Schintgen und Maria Elisabeth Schürer ermöglichte später die Zusammenfügung der beiden Mühlenhälften Schintgen und Schürer; ihre Tochter Maria Theresia besaß 1816 die ganze Mahlmühle.[2]

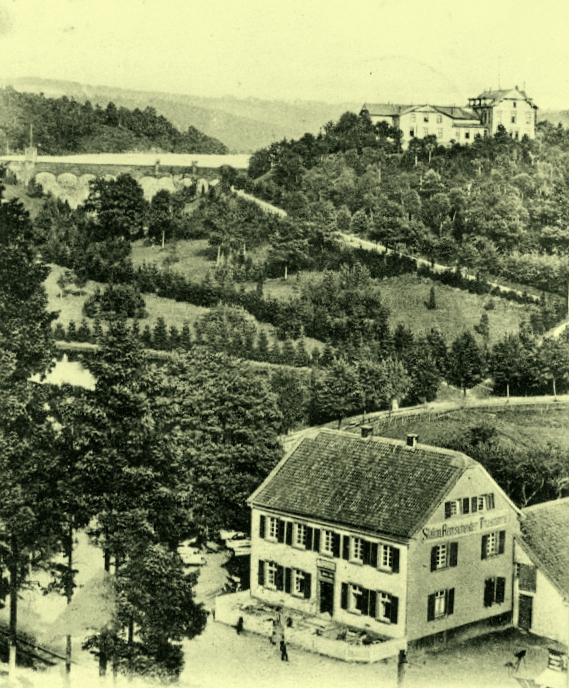
Mebusmühle um 1900

- 1797 wird der damalige Besitzer Schintgen, Schöffe zu Wermelskirchen, als Geisel für ausstehende Fouragelieferungen in das Feldlager der französischen Armee unter Marschall Ney nach Bergisch Born entführt. Angeblich um 1800 etwa wurde das bestehende und erhalten gebliebene Gebäude in dem derzeitigen Zustand erbaut.
- 1812 erklärt Scheffe Arnold Schingen, dass er ein Seil Heu als Pacht für die Cameralwiese, genannt „Grünenblech“, weiter annehme. Sein Vorfahr Joh. Schürmann, habe die Wiese von der Domäne für die Anlegung der Mühlenteiche erhalten.[3]
- 1816, noch zu Lebzeiten ihres Vaters Johann Arnold Schintgen, belieh Maria Theresia Eickens geb. Schintgen ihre Immobilien Mebusmühle (= die Häuser 32, 33, 34, zwei Scheunen, die Mahlmühle sowie div. Ländereien), 1823 beauftragt sie ihren Notar mit dem Verkauf dieser Güter. Dieser Verkauf erfolgte wahrscheinlich an Peter Platte. 1826 lässt der Übersichts-Handriss des Urkatasters bei Mebusmühle vier Gebäude erkennen.[2]
- Im Jahr 1830 wird das gesamte Anwesen im Güterverzeichnis des Urkatasters der Oberhonschaft Wermelskirchen aufgeführt. Es hält 125 Morgen Land und gehört dem Peter Platte, Große Ledder, Dabringhausen. Dieser teilt den Besitz und verkauft ca. 13,5 Morgen mit der sog. Walkmühle an Johann Peter Picard. Dessen Haus steht auf Flur III, Nr. 326. Etwa 111,5 Morgen verkauft der Peter Platte an Josua Rübenstrunck, Bergermühle, für 5250 Taler. Dessen Haus steht auf Flur I, Nr. 352.[4]
- Um 1880 wurde die Mebusmühle von Familie Rübenstrunk als Mühle und Landwirtschaft betrieben. Im Jahre 1891 ging das Anwesen in den Besitz der Stadt Remscheid über. Von dieser Zeit bewirtschaftet ein Ackerer und Wirt Buchholz die Mebusmühle. 1897 wurden eine Walkmühle und ein Schleifkotten abgebrochen, die sich etwa dort befanden, wo sich heute der Schwanenteich befindet.
- Im Jahr 1899 übernahm der Wirtschaftsverwalter Jäger aus Wermelskirchen, der gleichzeitig Pächter der Talsperrengaststätte war, die Mebusmühle. Jäger setzte in den nachfolgenden Jahren für die Mebusmühle einige Unterpächter ein, es waren die Familien K. Hogut, Emil Fischbach und Josef Ahlemann.
- Etwa 1900 begannen die Arbeiten für die Neyetalsperre. Aus diesem Grund wurde 1909 die Familie Josef Causemann nach Remscheid umgesiedelt, sie übernahm die zur Mebusmühle gehörende Landwirtschaft. Die Gaststätte wurde bis etwa 1920 von der Familie Ahlemann bewirtschaftet, die nach Aufgabe des Betriebes nach Amerika auswanderte.
- Im Jahr 1920 wurde die Mebusmühle umgebaut und 1921 übernahm Familie Causemann auch die Gaststätte. Nach dem Tod der Eheleute Causemann übernahmen die Geschwister Causemann den Gaststättenbetrieb und führte ihn mit viel Mühe, Arbeit und Erfolg bis zum Jahr 1964. Die Landwirtschaft wurde in dieser Zeit von einem Bruder der Geschwister Causemann mit seiner Frau geführt. Im Zweiten Weltkrieg ist das Anwesen bis auf kleinere Schäden verschont geblieben. Bei dem erfolgten Umbau wurden in Balken und Tischplatten noch Granatsplitter gefunden. Mebusmühle im Jahre 2012

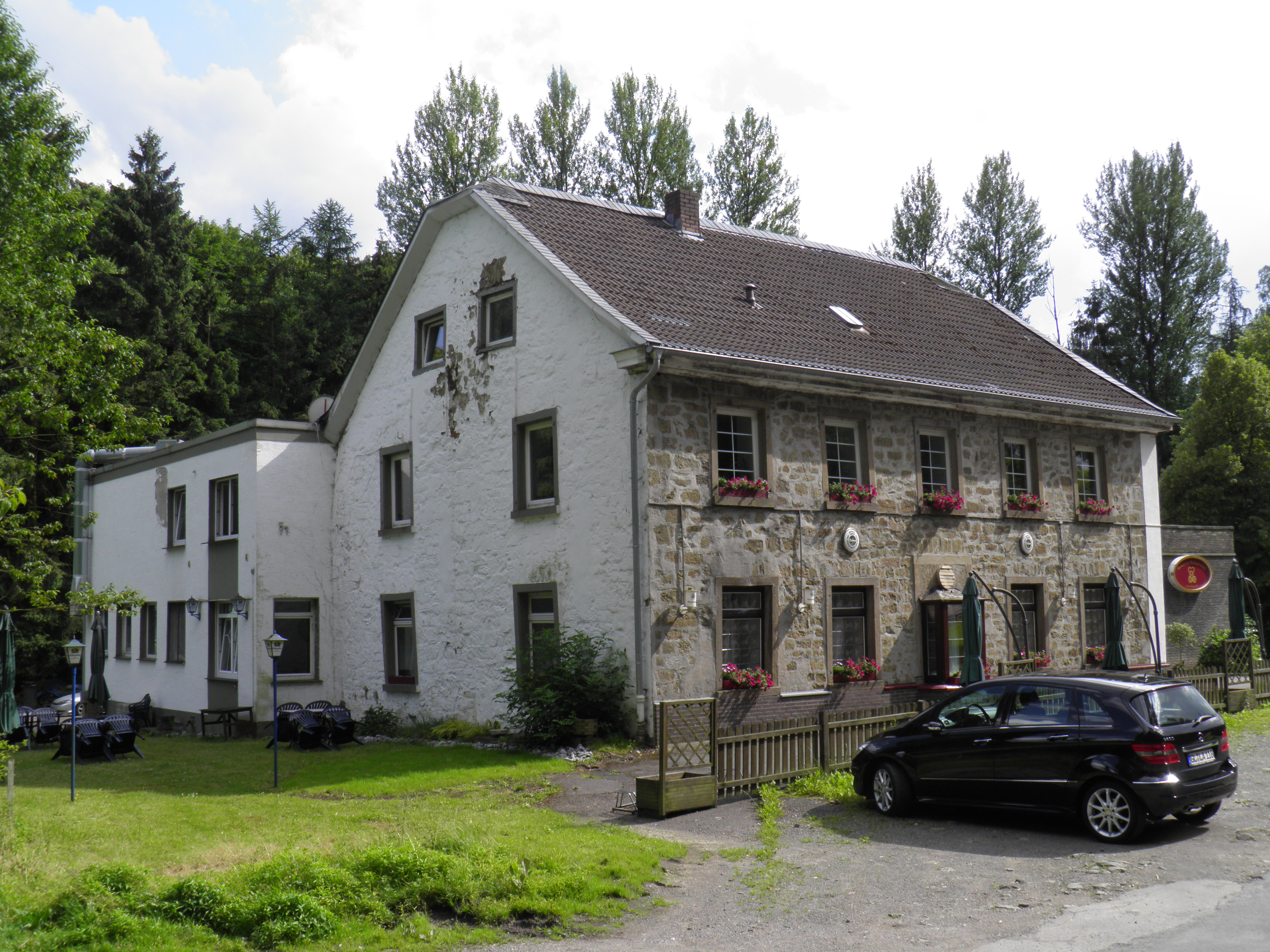
Mebusmühle im Jahre 2012

- Durch den Bau der Autobahn wurden die Ländereien der Landwirtschaft von Herrn Causemann aufgegeben. Eine großzügig angelegte Straße gab dem Tal an der Mebusmühle ein neues Gesicht.
- Im Jahr 1964 ist die Mebusmühle von der Stadt Remscheid verkauft worden. Die Gebäude der Landwirtschaft, alle Anbauten wie früherer Pferdestall, Milchküche, Waschküche, Wirtschaftsküche sowie die Toiletten in der damals üblichen Art wurden abgebrochen. Stehen blieb im Grundriss der Altbau der Mebusmühle, wie er etwa um 1800 mit Mauerstärken von einem Meter erbaut wurde. Wenn man heute von einer Traditionsgaststätte der Remscheider Industrie „In der Mebusmühle“ spricht, so dürfte gerade hier aufgrund der überlieferten Chronik der Platz sein, der vom Können und dem Fleiß der Remscheider Industrie Zeugnis geben kann.
- Die Mebusmühle gehört seit 2009 Mario Romanowski, der darin das Restaurant Romanowski betreibt.[5]